# Anna Maria Medycejska
Anna Maria Medycejska (ur. 11 sierpnia 1667 we Florencji, zm. 18 lutego 1743 tamże) – wielka księżna Toskanii, elektorowa Palatynatu Reńskiego.
Córka Wielkiego Księcia Toskanii Kosma III Medyceusz i Małgorzaty Ludwiki Burbon. Jej dziadkami byli Wielki Książę Toskanii Ferdynand II Medyceusz i Wiktoria della Rovere oraz książę Orleanu Gaston Burbon i Małgorzata Lotaryńska. Miała dwójkę rodzeństwa Ferdynanda (1663–1713) i Jana Gastona (1671–1737). Jej rodzice rozwiedli się w 1675 roku, rodzeństwem opiekowała się babka Wiktoria della Rovere.
5 czerwca 1691 w Neuburg an der Donau wyszła za mąż za elektora Palatynatu Reńskiego Jana Wilhelma Wittelsbacha. Nie doczekali się potomstwa, jednak byli szczęśliwym małżeństwem. Małżonkowie dzielili wspólne pasje takie jak muzyka, malarstwo i polowania.
Po śmierci męża wróciła do Toskanii. Pełniła role pierwszej damy na dworze swojego brata Jana Gastona Medyceusza.
Zmarła w 1743 roku. Swoją kolekcję sztuki zapisała Galerii Uffizi oraz galerii Pałacu Pitti z zastrzeżeniem, że kolekcja nigdy nie opuści Florencji.